# Je suis chez moi
Singles de Black M
La nuit porte conseil
(2016) #Askip
(2016)
Je suis chez moi est une chanson du rappeur français Black M publiée le 25 juillet 2016 en tant que deuxième extrait de son deuxième album studio Éternel Insatisfait. Il répond à Marion Maréchal-Le Pen et à l'extrême droite française en général, qui ont protesté contre sa venue à Verdun.
Un remix africain en collaboration avec Amadou & Mariam et Manu Dibango est sorti le 14 septembre 2016.

## Clip vidéo
Le clip sort le 22 août 2016 en un film écrit par Black M et réalisé par JHOS. Dans le clip, Black M joue le rôle de moniteur de colonie. Le clip est tourné à la campagne avec comme figurants Amadou et Mariam, Anne Roumanoff, Youssoupha, Laurent Twins, Saga Love et Tony Firfati (candidat de la saison 9 de Secret Story), tous deux déguisés en policiers,. Les cinq gagnants du concours apparaissent à la fin du clip.

### Polémique autour du floutage
La chaîne de télévision W9 crée la polémique en floutant les inscriptions sur le T-Shirt de Black M dans le clip, où il est inscrit un message de soutien aux proches d'Adama Traoré, un jeune qui serait mort écrasé sous le poids des gendarmes qui l'ont interpellé pour un contrôle d'identité. La chaîne explique le floutage par un souci de neutralité. Le CSA n'a relevé aucun manquement de la part de la chaîne.

## Contexte
Sortie quelques mois après la polémique qui a fait annuler sa participation à la célébration du centenaire de la bataille de Verdun, la chanson contient de claires allusions à cette annulation : « Je suis Français, Ils ne veulent pas que Marianne soit ma fiancée, peut-être parce qu'ils me trouvent trop foncé », alors que le clip montre les couleurs de la France, des images de l'Euro 2016 de football et inclut des lieux emblématiques de Paris comme la tour Eiffel, le Sacré-Cœur ou la cathédrale Notre-Dame.
Un court extrait de la chanson est dévoilé le 13 juillet, avant sa sortie, en réponse à Marion Maréchal Le Pen qui dénonçait la présence de Black M à Verdun. Il y porte un maillot de l'équipe de France de football et dit « J'ai vu que Marion m'a tweeté, de quoi elle se mêle. Je sais qu'elle m'aime, je suis Français ».
De nous jours cette chanson peut être vue d'un côté comme liée à l'Euro 2016 à travers ses paroles mettant en avant l'unité et la diversité du pays à travers le prisme du football et de la fierté nationale. D'autre part, elle peut être aussi vue comme une chanson de résilience à la suite des attentats ayant frappés la France en 2015 où le morceau met en avant une identité française inclusive et rassembleuse, un message fort dans une période marquée par les tensions et le besoin de cohésion nationale.

## Interprétations
Black M interprète ce titre lors de la première émission de la saison 8 de Touche pas à mon poste ! avec Cyril Hanouna puis dans le prime d'octobre 2016 Taratata 100% Live en compagnie de diverses célébrités comme Nagui, Anne Roumanoff, Stéphane Rotenberg, Alban Ivanov et Waly Dia. Il l'interprète aussi dans le prime de Touche pas à mon poste ! Chantez comme Jamais, toujours avec Cyril Hanouna puis lors de la captation en direct sur M6 du spectacle Tout est possible de Kev Adams et Gad Elmaleh.

## Classements et certifications

### Classements hebdomadaires
| Classement                      | Meilleure position |
| ------------------------------- | ------------------ |
| France (SNEP)                   | 22                 |
| Belgique (Wallonie Ultratip 50) | 1                  |

### Certification
| Région                                                                                                 | Certification | Ventes/Streams |
| --- | ------------- | -------------- |
| France (SNEP)                                                                                          | Or            | 10 000 000*    |
| *Ventes selon la certification ^Mise en rayon selon la certification xNon précisé par la certification |               |                |